# Robert Kranjec
Robert Kranjec, né le 16 juillet 1981 à Ljubljana, est un sauteur à ski slovène. C'est en vol à ski qu'il a obtenu ses meilleurs résultats.

## Carrière
Il fait ses débuts en Coupe du monde à Trondheim en mars 1998, puis connaît son émergence durant la saison 2001-2002, avec ses premiers top dix sur la Tournée des quatre tremplins, puis signe son premier podium individuel en mars 2002 à Lahti, l'année même où il décroche la médaille de bronze avec l'équipe de Slovénie lors des Jeux olympiques de Salt Lake City.
Il décroche son premier succès dans l'élite au Grand Prix d'été en 2005 à Einsielden.
Sa première victoire individuelle en Coupe du monde a lieu en fin d'année 2005 à Kuusamo. Un mars 2006, il se classe troisième à Planica, lieu même où il revient sur le podium trois ans plus dans la Coupe du monde. 
Début 2010, il regagne dans la Coupe du monde à Kulm en vol à ski, discipline dans laquelle il décroche le petit globe à la fin de la saison. Cet hiver, il prend part aux Jeux olympiques de Vancouver, où il est sixième au petit tremplin notamment, ce qui est son meilleur résultat individuel en grand championnat.
Aux Championnats du monde 2011, il collecte son unique médaille en mondial avec le bronze par équipes au grand tremplin avec Jernej Damjan, Jurij Tepes et Peter Prevc, ce qui leur vaut le titre d'équipe de l'année en Slovénie. Il obtient son unique podium en Coupe du monde cet hiver à Planica.
En 2012, il s'impose de nouveau à Kulm, et devient ensuite champion du monde de vol à ski à Vikersund, après un saut à 244 mètres, troisième performance de l'histoire. Il est le premier slovène à gagner ce titre. En mars 2012, en plus d'ajouter une médaille de bronze par équipes. Il décroche enfin sa première victoire à domicile sur le Velikanka de Planica et aussi sa première victoire par équipes à Oberstdorf, aussi première pour les Slovènes. Il parachève sa saison avec un nouveau petit globe de cristal du vol à ski, gagné à Planica grâce à une troisième place. 
Durant la saison 2012-2013, il conquiert un nouveau tremplin de vol à ski en Coupe du monde le Vikersundbakken, pour sa cinquième victoire individuelle. Au classement général, il affiche le meilleur résultat de sa carrière avec le sixième rang.
Il prend part à ses quatrièmes et derniers Jeux olympiques en 2014, terminant 37e au grand tremplin et cinquième par équipes.
En 2016, il remporte ses sixième et septième concours en Coupe du monde à Vikersund et Planica.
En 2019, après des saisons de méforme, notamment due à une blessure au genou avant la saison 2016-2017, Leteči Kranjec fait ses adieux à la compétition à Planica devant son public.

## Palmarès

### Jeux olympiques
| Épreuve / Édition | Salt Lake City 2002 | Turin 2006 | Vancouver 2010 | Sotchi 2014 |
| Petit tremplin    | 15e                 | 41e        | 6e             |             |
| Grand tremplin    | 11e                 | 49e        | 9e             | 37e         |
| Par équipes       | Bronze              | 10e        | 8e             | 5e          |

légende : DNS = n'a pas pris le départ

### Championnats du monde
| Épreuve / Édition | Épreuve / Édition | Val di Fiemme 2003 | Liberec 2009 | Oslo 2011 | Val di Fiemme 2013 |
| Petit tremplin    | Petit tremplin    | 21e                | 11e          | 32e       | 26e                |
| Grand tremplin    | Grand tremplin    | 6e                 | 15e          | 23e       | 21e                |
| Par équipes       | PT                |                    |              | 6e        |                    |
| Par équipes       | GT                | 6e                 | 7e           | Bronze    | 6e                 |

Légende : PT = petit tremplin, GT = grand tremplin.

### Championnats du monde de vol à ski
| Épreuve / Édition | Harrachov 2002 | Planica 2004 | Kulm 2006 | Oberstdorf 2008 | Planica 2010 | Vikersund 2012 | Harrachov 2014 | Kulm 2016 |
| Individuel        | 11e            | 12e          | 15e       | 17e             | 5e           | Or             | 29e            | 10e       |
| Par équipes       |                | 6e           | 5e        | 12e             | 6e           | Bronze         |                | 4e        |

### Coupe du monde
- 2 petits globes de cristal :
  - Vainqueur du classement de Vol à Ski 2010 et 2012
- Meilleur classement général : 6e en 2013.
- 43 podiums dans des épreuves de Coupe de monde : 
  - 27 podiums en épreuve individuelle : 7 victoires, 6 deuxièmes deuxièmes places et 14 troisièmes places.
  - 16 podiums en épreuve par équipes : 8 victoires, 3 deuxièmes places et 5 troisièmes places.

#### Victoires individuelles
| Année     | Lieu                                    |
| 2005-2006 | Kuusamo (Finlande)                      |
| 2009-2010 | Tauplitz (Autriche)                     |
| 2011-2012 | Tauplitz (Autriche), Planica (Slovénie) |
| 2012-2013 | Vikersund (Norvège)                     |
| 2015-2016 | Vikersund (Norvège), Planica (Slovénie) |

#### Classements en Coupe du monde
| Année     | Classement général final |
| 2001-2002 | 16e                      |
| 2002-2003 | 17e                      |
| 2003-2004 | 46e                      |
| 2004-2005 | 45e                      |
| 2005-2006 | 16e                      |
| 2006-2007 | 27e                      |
| 2007-2008 | 25e                      |
| 2008-2009 | 23e                      |
| 2009-2010 | 10e                      |
| 2010-2011 | 18e                      |
| 2011-2012 | 9e                       |
| 2012-2013 | 6e                       |
| 2013-2014 | 11e                      |
| 2014-2015 | 26e                      |
| 2015-2016 | 13e                      |
| 2017-2018 | 48e                      |

### Grand Prix
- Meilleur classement général : 2e en 2009.
- 10 podiums individuels, dont 3 victoires.

### Coupe continentale
- Meilleur classement général : 6e en 2002.
- 19 victoires.

### Championnats de Slovénie
Il est à la fois champion en petit et grand tremplin individuel en 2009, 2010 et 2011.